# Cavarus
Cavarus (en grec antic Καύαρος) va ser el darrer rei dels gals establerts a Tràcia al territori de Tylis i que per uns anys van estar cobrant tribut a Bizanci. El 219 aC amb la mediació de Prúsies I de Bitínia i de Rodes es va fer la pau entre els gals i Bizanci.
Va morir en combat amb els tracis que finalment van aniquilar a tots els gals del país i van destruir Tylis. Polibi l'anomena "un home de cor reial i magnànim" (Βασιλικὸς τῇ φύσει καὶ μεγαλόφρων), i diu que va donar protecció als comerciants que navegaven cap a l'Euxí. El seu nom segurament era més un patronímic que un nom propi, i derivaria de la tribu dels cavars que vivien al Roine entre Avinyó i Valença, diu Estrabó.